# Wilson Fittipaldi
Wilson Fittipaldi, född 25 december 1943 i São Paulo, död 23 februari 2024 i São Paulo, var en  brasiliansk racerförare.
Wilson Fittipaldi tävlade i formel 1 under 1970-talet. Han är en tre år äldre bror till racerföraren och forne världsmästaren Emerson Fittipaldi.
Wilson Fittipaldis son, Christian, har också kört i formel 1.

## F1-karriär
| Säsong | Stall/Tillverkare | Poäng | Placering |
| ------ | ----------------- | ----- | --------- |
| 1972   | Brabham-Ford      | 0     | –         |
| 1973   | Brabham-Ford      | 3     | 16        |
| 1975   | Fittipaldi-Ford   | 0     | –         |